# Atom Egoyan
Atom Egoyan (født 19. juli 1960 i Kairo, Egypten) er en canadisk filminstruktør af armensk oprindelse. 
Egoyan er uddannet ved Toronto-universitetet, og lavede flere kortfilm før han spillefilmdebuterede med Next of Kin (1984). Filmene er oftest studier af følelseskulde og mangel på kommunikation, som Family Viewing (1987), The Adjuster (Trøsteren, 1991) og Exotica (1994). The Sweet Hereafter (Tiden efter, 1997), om sorgbearbejdelsen efter en tragisk ulykke, blev meget godt modtaget. Han har siden lavet bl.a. Felicia's Journey (1999) med Bob Hoskins og Ararat (2002) med udgangspunkt i Tyrkiets overgreb mod armenerne.